# 史纘烈
史纘烈（16世紀—17世紀），字武璵，號六五，南直隸鎮江府金壇縣人，明朝、南明政治人物。

## 生平
天啟元年（1621年），史纘烈中式辛酉科應天鄉試舉人，天啟二年（1622年）聯捷進士，授福建建安知縣，以木符計算役事，令當地安寧；四年福建乡试同考，丁憂歸。崇禎元年（1628年）起任浙江山陰知縣，出資安葬海難死者，又建築塘壩，教民漁業。崇禎三年浙江鄉試同考，四年拾遺去職，改任南京國子監學正。
崇禎五年，升任南京戶部廣東司主事，歷任浙江司員外郎、郎中，八年（1635年）外遷湖廣黃州府知府，私下拿出五百金和紳士合資置火器和武器，在三台河築墩臺，以防備流寇入侵取道渡江；崇禎十一年（1638年）改任柳州知府。升雲南曲靖副使。。

## 家族
曾祖史鍾華，贈光祿卿。祖史洪逵，贈光祿卿。父史弼，官南京光祿寺卿。有子史直。